# Sicista concolor
Sicista concolor, мишівка китайська (Büchner, 1892) — один з 13 видів, що представляють рід Мишівка (Sicista).

## Систематика
Вперше вид був описаний Євгенієм Біхнєром в 1892 році біля селища Гуйдуйша на північному схилі гір Сінін, в провінції Ганьсу (Китай). Пізніше описувався іншими науковцями, тому має синоніми:
- S. leathemi (Thomas, 1893)
- S. flavus (True, 1894)
- S. weigoldi (Jacobi, 1923)

## Поширення
Вид поширений в Китаї (Хейлунцзян, Цзілінь, Сінцзян, Ганьсу, Шеньсі, захід Сичуань, Юньнань (Ma et al., 1987; Wang, 1990, 2003; Zhang et al., 1997; and Zheng and Zhang, 1990), Індії (західний Кашмір) та північному Пакистані (Corbet and Hill, 1992; Roberts, 1997).